# 매스페이지
매스페이지(MathPages.com)는 케빈 브라운(Kevin Brown)에 의해 1994년부터 2017년까지 수학과 물리학에 대한 자료를 공유하는 영문 인터넷 사이트이다.
매스페이지 웹사이트에서는 케빈 브라운의 저서에대한 온라인 버전도 공개하고 있다.
케빈 브라운은 Q&A 웹사이트인 뉴메릭카나(numericana.com)의 과학분야 웹 편집자중 한사람이기도 하다.

## 저서
- 기하학 엣세이(Essays on Geometry ,Kevin Brown,October 7, 2012)[4]
- 절묘한 숫자들(Sublime Numbers,Kevin Brown,June 10, 2012)[5]

## 같이 보기
- 매스월드
- 칸아카데미
- 플래닛매스